# Линда Хауингтън
Линда Хауингтън (на английски: Linda Sue Howington) е американска писателка на бестселъри в жанра романс и трилър. Пише под псевдонима Линда Хауърд (на английски: Linda Howard).

## Биография и творчество
Линда Сю Хауингтън е родена на 3 август 1950 г. в Гадсдън, Алабама, САЩ. Има двама братя и три сестри. Още от малка чете настървено Маргарет Мичъл, Робърт Рурк и всичко останало, до което успее да се добере. Започва да пише още на 9 години и на 10 я завършва, но винаги я е определяла като „невъзможна за публикуване“. В следващите 20 години продължава да пише за собствено удоволствие.
В периода 1969-1986 г. работи като секретарка и диспечер пратки във фирмата за транспорт „Bowman Transportation“ в Гадсдън. Там среща и съпруга си Гари Ф. Хоуингтън, който е и професионален спортен рибар. Имат три деца. Във връзка със заниманията на съпруга ѝ те купуват първата лодка през 1979 г. и пътуват много из страната.
Подкрепяна от съпруга си, през 1980 г. закупува пишеща машина и се насочва към активна писателска кариера. Включва се в Асоциацията на писателите на романси на Америка през 1981 г., малко след основаването ѝ.
През 1982 г. е публикуван първият ѝ романтичен трилър „Скандална тайна“. Първоначално публикува под собственото си име, но скоро започва да използва псевдоним. Пише в различни видове жанрове.
Произведенията на Линда Хауингтън, които са над 50, често са в списъците на бестселърите на „Ню Йорк Таймс“.
През 1998 г. е наградена за цялостно творчество от списание „Romantic Times“. През 2000 г. е удостоена с наградата на читателите за най-добър съвременен автор на годината. През 2005 г. е удостоена с награда за цялостно творчество от Асоциацията на писателите на романси на Америка. На нейно име е учредена награда за непубликувани автори на романси от организацията на писателите в Бирмингам, Алабама.
През 2001 г. романът ѝ „Да спиш с врага“ е екранизиран в телевизионния филм „Loving Evangeline“ с участието на Ник Манкузо, Кели Роуан, Шери Белафонте.
Освен като писателка тя се определя и като страстна читателка, като любимите ѝ авторки са Айрис Йохансен, Стефани Лоурънс, Мери Балоу и Диана Габълдън. А сред личните ѝ приятели се нареждат Катрин Коултър, Айрис Йохансен и Кей Хупър.
Линда Хауингтън живее със съпруга си в голяма къща в 200 акра ферма в Гадсдън, Алабама. Обича да разхожда двата златни ретривъра.

## Произведения

### Самостоятелни романи
- Скандална тайна, All That Glitters (1982)
- Независима съпруга, An Independent Wife (1982)
- Against the Rules (1983)
- Остани при мен, Come Lie with Me (1984)
- Между любов и вярност, Tears of the Renegade (1985)
- На ръба, The Cutting Edge (1985)
- The Way Home (1991)
- Свръхнатоварване, Overload (1993)
- Сърцето на амазонката, Heart of Fire (1993)
- Мъжът от сънищата, Dream Man (1995) – награда на читателите
- Онази нощ, After the Night (1995)
- Сенки от мрака, Shades of Twilight (1996)
- Дръзка съдба, Son of the Morning (1997) – награда на читателите
- Now You See Her (1998)
- Mr Perfect (2000) – награда на читателите
- Open Season (2001) – награда на читателите
- Dying to Please (2002)
- Cry No More (2003)
- Killing Time (2005)
- Cover of Night (2006)
- Up Close and Dangerous (2007)
- Death Angel (2008)
- Burn (2009)
- Ice (2009)
- Veil of Night (2010)
- Prey (2011)
- Shadow Woman (2013)

### Серия „Спасители – Кел Сейбин“ (Rescues – Kell Sabin)
1. Среднощна дъга, Midnight Rainbow (1984)
2. Диамантеният залив, Diamond Bay (1987)
3. Разбивач на сърца, Heartbreaker (1987)
4. Невинни лъжи, White Lies (1988)

### Серия „Спенсър-Нийл“ (Spencer-Nyle Co)
1. От любов, Sarah's Child (1985) – награда на читателите
2. Почти завинаги, Almost Forever (1986)
3. Закъсняла Коледа, Bluebird Winter (1987)

### Серия „Фамилия Макензи“ (Mackenzie Family Saga)
1. Белязаният Макензи, Mackenzie's Mountain (1989) – награда на читателите
2. Мисията на Макензи, Mackenzie's Mission (1992)
3. Удоволствието на Макензи, Mackenzie's Pleasure (1996)
4. Магията на Макензи, Mackenzie's Magic (1996)
5. Играта на Чанс, A Game of Chance (2000) – награда на читателите

### Серия „Западните дами“ (Western Ladies)
1. A Lady of the West (1990)
2. Angel Creek (1991)
3. Ласката на огъня, The Touch of Fire (1992)

### Серия „Дънкан и Еванджелин“ (Patterson-Cannon Family Saga)
1. Търси се съпруга, Duncan's Bride (1990)
2. Да спиш с врага, Loving Evangeline (1994)

### Серия „Джон Медина“ (CIA's Spies – John Medina)
1. Убий и кажи, Kill and Tell (1998)
2. Втори шанс, All the Queen's Men (1999)
3. Целувай ме, докато спя, Kiss Me While I Sleep (2004)

### Серия „Блеър Малори“ (Blair Mallory)
1. To Die for (2004)
2. Drop Dead Gorgeous (2006)

### Серия „Вампир“ (Vampire)
1. Blood Born (2010) – с Линда Джонс

### Серия „Мъже от Батъл Ридж“ (Men from Battle Ridge)
Running Wild (2012) – с Линда Джонс

### Участие в общи серии с други писатели

#### Серия „Американски герои“ (American Heroes)
- Mackenzie's Mission (1992)
- Loving Evangeline (1994)

от серията има още 12 романа от различни автори

#### Серия „Рейнтрий“ (Raintree)
1. Raintree: Inferno (2007)
от серията има още 2 романа от различни автори

### Сборници
- Silhouette Christmas Stories, 1987 (1987) – с Дикси Браунинг, Джина Грей и Даяна Палмър
- To Mother with Love (1993) – с Робин Кар и Черил Рейвис
- Silhouette Summer Sizzlers, '93 (1993) – с Карол Бък и Сюзън Кери
- Christmas Kisses (1996) – с Деби Макомбър и Линда Търнър
- Forever Yours (1997) – с Катрин Колтър и Барбара Делински
- Harlequin (1997) – с Деби Макомбър и Даяна Палмър
- Upon a Midnight Clear (1997) – с Маргарет Алисън, Джуд Деверо, Стеф Ан Холм и Марая Стюарт
- Heart's Desire (1998) – с Джейн Ан Кренц и Линда Лейл Милър
- Everlasting Love (1998) – с Джейн Ан Кренц, Кейси Майкълс, Линда Лейл Милър и Карла Нигърс
- Heart and Soul (1998) – със Стела Камерън и Барбара Делински
- Summer Sensations (1998) – с Хедър Греъм и Линда Лейл Милър
- Always and Forever (1998) – с Хедър Греъм и Линда Лейл Милър
- Through the Years (1999) – с Деби Макомбър и Фърн Майкълс
- Under the Boardwalk (1999) – с Джералин Доусън, Джилиан Хънтър, Миранда Джарет и Марая Стюарт
- A Bouquet of Babies (2000) – с Стела Багуел и Паула Ригс
- Finding Home (2001) – с Елизабет Лоуел и Кейси Майкълс
- Summer Heat (2001) – с Линдзи Маккена и Ан Мейджър
- Unlikely Alliances (2002) – с Даяна Палмър и Шарън Сала
- Delivered by Christmas (2002) – с Джоан Хол и Сандра Щефен
- What the Heart Can't Hide (2003) – с Ан Мейджър и Сюзън Малъри
- On His Terms (2003) – с Алисън Лий

### Филмография
- 2001 Loving Evangeline – ТВ филм по романа „Да спиш с врага“